# Tirol del Nord

Mapa de l'Euroregió Tirol-Sud Tirol-Trentino

El Tirol del Nord, o Tirol Nord, en alemany: Nordtirol,és la regió del Tirol que està situada més al nord. És la part principal dels estats d'Àustria del Tirol, la qual està situada a la part oest del país. L'altra part de l'estat és el Tirol Oriental, el qual també pertany a Àustria però no comparteix una frontera amb el Tirol del Nord.
Per raons històriques i conseqüència principalment de la Primera Guerra Mundial amb l'annexió de part del Tirol històric per Itàlia, van quedar separats el Tirol del Nord i el Tirol de l'Est.
El Tirol del Nord fa frontera amb l'estat de Salzburg a l'est, els estats d'Alemanya de Baviera al nord, Vorarlberg a l'oest i els cantons de Suïssa de Graubünden (Grisons) al sud-oest i el de Tirol Sud a Itàlia al sud. La capital provincial és Innsbruck.